# RFA One
Die RFA One ist eine in Entwicklung befindliche, dreistufige Trägerrakete des deutschen Raumfahrtunternehmens Rocket Factory Augsburg. Sie ist hauptsächlich für den Transport von Klein- und Kleinstsatelliten in niedrige Erdumlaufbahnen vorgesehen. Ein erster Testflug der Rakete soll im vierten Quartal 2025 stattfinden.

## Aufbau und Daten

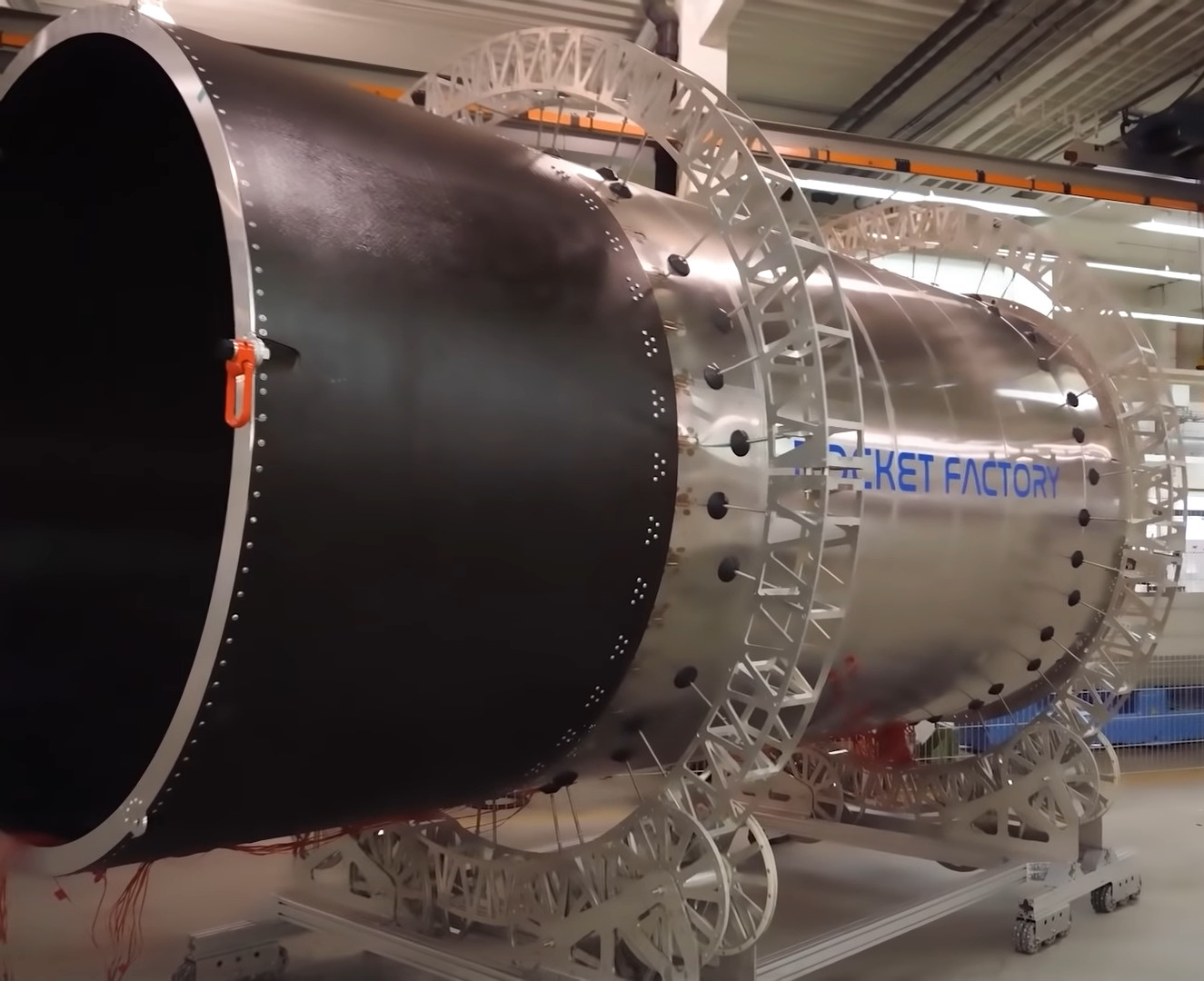
Prototyp der zweiten Stufe der RFA One

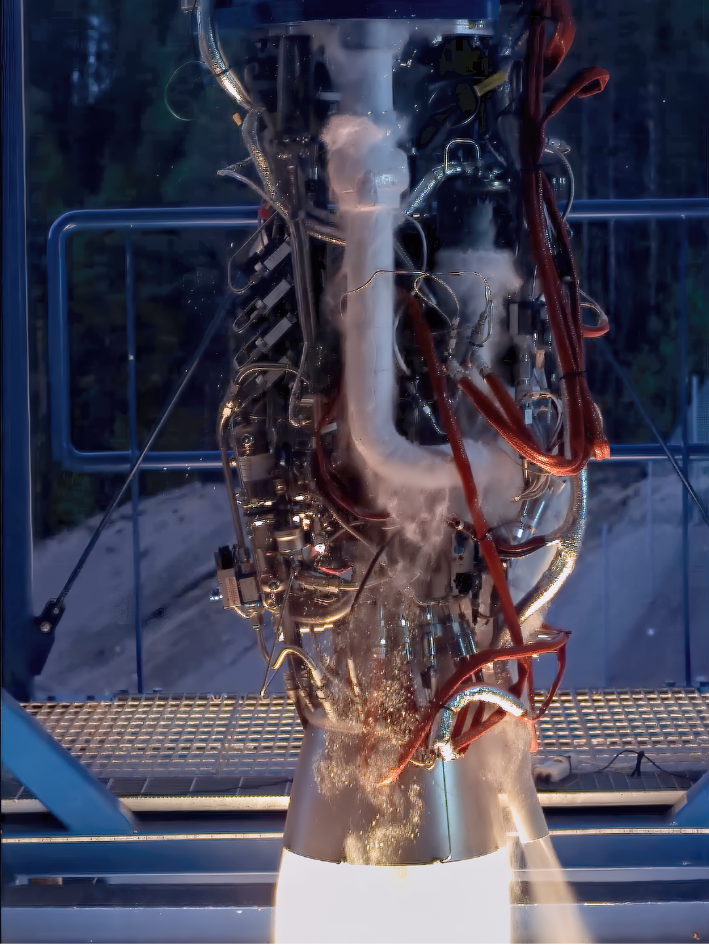
Helix-Triebwerk während eines Testlaufs

### Erste Raketenversion
Die RFA One ist als dreistufige Rakete mit Flüssigkeitstriebwerken geplant, die zunächst bis zu 500 kg Nutzlast in eine sonnensynchrone Umlaufbahn bringen kann. Sie soll in der ersten gebauten Version weniger als 30 Meter lang sein, bei einem Durchmesser von zwei Metern.
Die erste Stufe soll von neun Triebwerken des Typs Helix angetrieben werden. Die zweite Stufe nutzt eine fürs Vakuum modifizierte Variante desselben Triebwerks. Als Treibstoff sollen jeweils RP-1 und flüssiger Sauerstoff dienen. Die Triebwerke sollten ursprünglich nach dem Gasgenerator-Verfahren arbeiten; im Laufe des Jahres 2020 wechselte man jedoch zu einem sauerstoffreichen gestuften Verbrennungszyklus. Diese Triebwerkstechnologie bietet einen höheren spezifischen Impuls und kam bisher bei europäischen Raketen noch nicht zum Einsatz. Verschiedene Komponenten des Triebwerks wie beispielsweise die Turbopumpe kauft RFA bei dem ukrainischen Unternehmen Juschmasch ein, um die Entwicklungszeit zu verkürzen.
Die dritte Stufe, auch Redshift genannt, soll gleichzeitig als „Orbital Transfer Vehicle“ (Raumschlepper) fungieren, das mehrere Satelliten im gewünschten Orbit platzieren kann. Da sich das Triebwerk des Raumschleppers wiederholt zünden lässt, ist dieser in der Lage innerhalb eines Flugs verschiedene Orbits zu erreichen. Das OTV wird ein bisher unspezifiziertes, nicht mit Hydrazin betriebenes Triebwerk nutzen.

### Vergrößerte Rakete
Zu einem späteren Zeitpunkt soll die RFA One größere Tanks erhalten, womit sie auf etwa 30 Meter verlängert wird. In dieser Variante soll sie bis zu 1300 kg schwere Nutzlasten in 500 km hohe, sonnensynchrone Umlaufbahnen bringen können. Die Höchstnutzlast für eine geostationäre Transferbahn wird mit 450 kg angegeben. Die Erststufentriebwerke dieser Rakete sollen eine Schubkraft von 100 kN aufweisen.
|             | Erste Stufe | Zweite Stufe | Dritte Stufe | Nutzlastsektion |
| ----------- | --- | --- | --- | --- |
| Höhe        | ca. 30 m | ca. 30 m | ca. 30 m | ca. 30 m |
| Durchmesser | 2 m | 2 m | 2 m | 2 m |
| Triebwerke  | 9 × Helix | 1 × Helix | 1 × Fenix | |
| Schub       | 900 kN | 100 kN | 1,5 kN | |
| Treibstoff  | RP-1 | RP-1 | Nitromethan | |
| Oxidator    | Flüssigsauerstoff | Flüssigsauerstoff | N2O | |
| Nutzlast    | 1300 kg nach 500 km SSO 860 kg nach 2000 km polar 500 kg nach 6000 km MEO 450 kg nach GTO 150 kg nach GEO 300 kg zum Mond | 1300 kg nach 500 km SSO 860 kg nach 2000 km polar 500 kg nach 6000 km MEO 450 kg nach GTO 150 kg nach GEO 300 kg zum Mond | 1300 kg nach 500 km SSO 860 kg nach 2000 km polar 500 kg nach 6000 km MEO 450 kg nach GTO 150 kg nach GEO 300 kg zum Mond | 1300 kg nach 500 km SSO 860 kg nach 2000 km polar 500 kg nach 6000 km MEO 450 kg nach GTO 150 kg nach GEO 300 kg zum Mond |

## Entwicklung und Produktion
Die Rakete soll in Serienproduktion gefertigt werden und möglichst viele kommerzielle Standardbauteile enthalten, wodurch relativ geringe Produktions- und somit auch Startkosten erreicht werden sollen. Zentrale Komponenten der Triebwerke der ersten beiden Stufen sollen 3D-gedruckt werden. Langfristig wird angestrebt, die erste Stufe zu bergen und wiederzuverwenden.
Im März 2021 führte RFA einen achtsekündigen Triebwerkstest durch, im August einen kryogenen Drucktest der ersten Stufe. Mitte 2022 fanden beim European Space and Sounding Rocket Range in Kiruna (Schweden) erste Tests eines Helix-Triebwerks mit insgesamt 74 Sekunden Brenndauer statt. Die zweite Stufe wurde im Mai 2023 für den Flugbetrieb zertifiziert, nachdem sie einen Test mit 280 Sekunden Brenndauer durchlief. Auch dir dritte Stufe wurde erfolgreich getestet.
Im August 2024 war die Erststufe des ersten Raketenexemplars fertiggestellt. Beim einem Testlauf der Stufe auf dem schottischen Weltraumbahnhof Saxavord Spaceport explodierte jedoch die Turbopumpe eines der Triebwerke. Dadurch entstand ein Brand, der die gesamte Stufe zerstörte.

## Startplätze
Folgende Startplätze sind oder waren bislang für die RFA One im Gespräch:
- Andøya Space Center in Nordnorwegen, hier sollte 2022 der erste Start stattfinden.[16][17]
- SaxaVord Spaceport auf den Shetlandinseln, hier sollte 2024 der erste Start stattfinden.[18]
- Raumfahrtzentrum Guayana (CSG) in Französisch-Guayana, hierfür wurde Mitte 2023 eine „bindende Vereinbarung“ mit der französischen Raumfahrtagentur CNES als Betreiberin des Weltraumbahnhofs getroffen. Eine erste RFA One soll demnach 2025 von der Rampe ELM starten.[19][20]
- German Offshore Spaceport in der Nordsee[21][22]
- Azoren-Weltraumbahnhof in Portugal[23]

## Geplante Starts
Die meisten der unten genannten Termine sind veraltet, da sich die Entwicklung der Rakete verzögerte und der Erstflug entsprechend verschoben wurde.
| Datum (veraltet) | Startplatz | 123456789Nutzlast (Zweck)1234567890 | Orbit      | Anmerkungen |
| ---------------- | ---------- | --- | ---------- | ----------- |
| 2025             | Saxavord   | AllBertEinStein (Kunstmeteoriten) Artica (Technologieerprobung) Curium Two (Technologieerprobung) Erminaz-1 (7 PocketQubes) PCIOD (Technologieerprobung) Spacemind (Technologieerprobung) Spacedream (Technologieerprobung)  | 500 km SSO | Testflug    |
| Ende 2024        | Saxavord   | Midas (Forschung) Spacemast (Kamera) Platform-9 (Technologieerprobung) Vibes Pioneer (Hochschulprojekt) PW3-Sat3 (Hochschulprojekt) Flamingo (Technologieerprobung) 3Cat-8 (Hochschulprojekt) Move-Beyond (Hochschulprojekt) | 500 km SSO | Testflug    |
| 4. Quartal 2023  |            | Test-Mondorbiter von Plus Ultra | GTO        |             |
| 2024             |            | Satellit(en) für OHB Sweden |            |             |
| 2024             |            | Satellit(en) für OHB Cosmos |            |             |
| 2025             |            | Satellit(en) für Luxspace |            |             |

Weitere gebuchte Nutzlasten, die mit anderen Satelliten zu Rideshare-Missionen zusammengefasst werden könnten:
- Supreme – Technologieerprobungssatellite für Neutron Star Systems[31]
- E.T.PACK – Technologieerprobungssatellit für SENER Aeroespacial[32]

Für den ersten Start, der ursprünglich Ende 2022 vom Andøya Space Center erfolgen sollte, war als Nutzlast ein Technologieerprobungssatellit des ukrainischen Unternehmens Lunar Research Service angekündigt. Diese Nutzlast wurde später nicht mehr erwähnt.
Eine Genehmigung für den Erstflug vom Saxavord Spaceport wurde im Januar 2025 erteilt.